# (53469) 2000 AX8
(53469) 2000 AX8 è un asteroide troiano di Giove del campo greco. Scoperto nel 2000, presenta un'orbita caratterizzata da un semiasse maggiore pari a 5,128918 UA e da un'eccentricità di 0,063768, inclinata di 7,357192° rispetto all'eclittica. Ha un diametro di 18,453 km e un'albedo di 0,057.
Fa parte della famiglia di asteroidi Eurybates.